# Geordie Shore/Staffel 5
Die fünfte Staffel von Geordie Shore wird wie die Vorgänger-Staffel in Newcastle upon Tyne gedreht. Hinzu kommen Ausflüge in Europa wie beispielsweise Amsterdam, Barcelona und Prag. Ihre Erstausstrahlung war am 19. Februar 2013. Die Besetzung bleibt unverändert. Neben Dan verlässt auch Ricci am Ende der Staffel die Serie, nachdem sich Vicky von ihm getrennt hat. Charlotte gesteht Gaz ihre Liebe und Holly gerät mit James in einen Konflikt wegen dessen Beziehung mit Kate. Im Sommer 2013 startete Staffel 6
| Cast members | Series 5 | Series 5 | Series 5 | Series 5 | Series 5 | Series 5 | Series 5 | Series 5 |
| Cast members | 1        | 2        | 3        | 4        | 5        | 6        | 7        | 8        |
| Charlotte    |          |          |          |          |          |          |          |          |
| Dan          |          |          |          |          |          |          |          |          |
| Gaz          |          |          |          |          |          |          |          |          |
| Holly        |          |          |          |          |          |          |          |          |
| James        |          |          |          |          |          |          |          |          |
| Ricci        |          |          |          |          |          |          |          |          |
| Scott        |          |          |          |          |          |          |          |          |
| Sophie       |          |          |          |          |          |          |          |          |
| Vicky        |          |          |          |          |          |          |          |          |
| ------------ | -------- | -------- | -------- | -------- | -------- | -------- | -------- | -------- |

Legende
| No. in Serie | No. in Staffel | Erstausstrahlung (UK) | Dauer   | Einschaltquoten (UK) | Zusammenfassung |
| ------------ | -------------- | --------------------- | ------- | -------------------- | --- |
| 33           | 1              | 19. Februar 2013      | 50 Min  | 875.000              | Die Geordies sind zurück und werden von Anna mit einem Europa-Abenteuer überrascht. Vicky und Ricci sind unzertrennlich, Holly und James sprechen nicht mal miteinander, und Gaz und Charlotte versuchen, die Bedeutung des Kusses zu ergründen.               |
| 34           | 2              | 26. Februar 2013      | 60 Min. | 797.000              | Zurück aus Amsterdam gehen die Geordies in Newcastle feiern. Vicky und Ricci feiern ihr Jubiläum, aber zwischen Holly und James herrscht weiterhin Funkstille. Ein Aufreiß-Wettbewerb beginnt, und beim Speed-Dating gibt es einen überraschenden Gewinner.    |
| 35           | 3              | 5. März 2013          | 60 Min. | 862.000              | Es gibt Spannungen, weil James seine Freundin Kate zum Feiern mitbringt. Vicky und Ricci haben einen großen Streit, und als Scott ausflippt, muss Holly ihn mit ihren Mitteln beruhigen. Währenddessen versetzen sich Charlotte und Gaz zurück nach Amsterdam. |
| 36           | 4              | 12. März 2013         | 60 Min. | 857.000              | Die Geordies reisen nach Prag. Dort gibt es Spaß, Tussis und Alkohol im Überfluss. Der betrunkene Gaz geht auf Charlotte los, und Dan verärgert Vicky und Ricci. Während die Jungs daraufhin in einem Stripclub landen, machen sich die Mädels kampfbereit.    |
| 37           | 5              | 19. März 2013         | 60 Min. | 877.000              | Nach Prag ist das Chaos perfekt. Holly und Kate treten sich gegenüber, Dan hat eine Begegnung mit einem Sandwich und geht auf Scott los. Nicht nur die Situation zwischen Gaz und Charlotte eskaliert, auch mit Vicky und Ricci ist es vorbei.                 |
| 38           | 6              | 26. März 2013         | 60 Min. | 902.000              | Charlotte kehrt in die WG zurück und kann mit nach Barcelona fahren. Dort organisiert Dan eine Partynacht und Vicky einen Junggesellenabschied. Und während die Geordies die Sonne, das Meer und die Sangria genießen, lässt Charlotte eine Bombe platzen.     |
| 39           | 7              | 2. April 2013         | 60 Min. | 1.017.000            | Charlottes Liebeserklärung hängt in der Luft, und Vicky ist bereit für eine letzte Konfrontation mit Ricci. Die Jungs fahren in ein militärisches Trainingslager, und die Mädels organisieren eine Hausparty. Ein Riesenstreit ist vorprogrammiert.            |
| 40           | 8              | 9. April 2013         | 50 Min. | 1.073.000            | Nach dem größten Streit in der Geschichte von ‚Geordie Shore‘ hat Charlotte Zoff mit Anna. Zwischen den Fronten herrscht eisige Stimmung, als es in die französischen Alpen geht. Am Ende der Staffel versuchen alle, aufeinander zuzugehen. Mit Erfolg?       |
| -            | -              | 16. April 2013        | 50 Min. | 386.000              | Bei dem Rückblick auf die letzte Staffel „Geordie Shore“ erzählen die WG-Bewohner, wie es ihnen während der Staffel ging und was sie jetzt über alles denken. Genießt die Highlights der Staffel noch einmal, und seht ganz neue Szenen mit den Geordies.      |